# کلمنته ایریارته
کلمنته ایریارته (انگلیسی: Clemente Iriarte; ۲۵ ژوئیهٔ ۱۹۴۶ – ۲۹ دسامبر ۲۰۲۱) بازیکن سابق فوتبال اهل اسپانیا بود که در پست هافبک بازی می‌کرد.